# Công Tôn Toản
Công Tôn Toản (chữ Hán: 公孫瓚; 152-199), tự là Bá Khuê (伯珪), là một tướng lĩnh nhà Đông Hán và lãnh chúa quân phiệt vào đầu thời Tam Quốc trong lịch sử Trung Quốc. Công Tôn Toản cát cứ ở vùng U châu, thuộc Hà Bắc, đã tham gia vào cuộc chiến quần hùng và cuối cùng thất bại về tay Viên Thiệu.

## Thời trẻ
Công Tôn Toản người huyện Lệnh Chi, quận Liêu Tây. Ông vốn xuất thân trong gia đình quyền quý nhưng mẹ ông lại vốn xuất thân hàn vi. Ông có dáng vóc cao lớn, giọng nói sang sảng, thông minh tài trí.
Thời trẻ Công Tôn Toản làm chức lại nhỏ trong quận. Mỗi lần báo cáo ông đều nói năng rõ ràng, thẳng thắn bộc trực nên được Hầu thái thú quý mến và gả con gái cho. Sau đó ông được Hầu thái thú đưa đến núi Câu Thị theo học Lư Thực. Cùng học với ông có Lưu Bị ở Trác quận, người sau này trở thành vua nước Thục Hán. Hai người kết bạn với nhau.

## Làm tướng Liêu Đông

### Đánh đuổi người Hồ
Sau đó Công Tôn Toản trở về quê ở huyện Lệnh Chi, được thăng làm chức Thượng kế lại, là người tính toán sổ sách chi tiêu dưới quyền Thái thú Lưu Cơ. Được ít lâu, Lưu thái thú phạm pháp bị áp giải về triều, theo quy định thì thuộc hạ không được phép tiếp cận. Công Tôn Toản bèn cải trang, nói dối là người hầu, đích thân theo Lưu thái thú, hầu hạ trên đường đi đến tận kinh đô. Lưu thái thú bị lưu đày xuống quận Nhật Nam, ông tình nguyện đi theo chăm sóc. Nhưng đi được nửa đường thì có lệnh tha cho Lưu thái thú, vì vậy ông trở về bản quận.
Công Tôn Toản được tiến cử làm Hiếu liêm và được thăng làm quan Trưởng sử nước Liêu Đông (thuộc U châu), lĩnh nhiệm vụ canh chừng các bộ tộc Hung Nô, Tiên Ty xâm phạm biên giới.
Một hôm Công Tôn Toản mang quân đi tuần thì đụng độ mấy trăm quân kị tộc Tiên Ty. Ông bèn bảo mọi người cùng tập trung vào một ngôi đình bỏ không, rồi hạ lệnh cùng nhất loạt xông vào quân địch. Công Tôn Toản cầm mâu tự mình đi đầu, chém chết mấy chục quân Tiên Ty, cuối cùng thoát được sự truy kích của quân địch.

### Dẹp Trương Thuần
Năm 187, Công Tôn Toản được triều đình sai đốc soái kị binh Ô Hoàn cùng Xa kỵ tướng quân đi dẹp quân nổi dậy ở Lương châu. Cùng lúc, thủ lĩnh Ô Hoàn là Khâu Lực Cư nổi dậy chống nhà Hán, liên hợp với Trương Thuần ở Ngư Dương tấn công Kế Trung. Trương Thuần dựng Trương Cử làm hoàng đế còn tự mình xưng là An Hán vương. Công Tôn Toản mang quân đuổi đánh Trương Thuần, lập được công nên được phong làm Kị đô úy.
Trương Thuần lại cùng Khâu Lực Cư mang quân đánh Ngư Dương, Hà Gian, Bột Hải và tiến vào quận Bình Nguyên. Công Tôn Toản theo lệnh của Châu mục U châu là Lưu Ngu mang quân truy kích Trương Thuần. Tháng 11 năm 188, hai bên giao chiến ở Thạch Môn. Trương Thuần và Trương Cử đại bại, phải bỏ cả vợ con tháo chạy ra biên ải. Ông một mình mang quân đuổi theo, vì không có nhiều người hiệp trợ nên bị Khâu Lực Cư mang quân vây bọc ở thành Quản Tử, quận Liêu Tây.
Công Tôn Toản bị vây hơn 200 ngày, lương thực cạn, phải ăn cả ngựa chiến. Ngựa ăn hết, ông lại cùng thuộc hạ luộc da vũ khí và cung nỏ, lá chắn lên để ăn. Trong gian khổ, Công Tôn Toản không ngừng khích lệ quân lính gắng sức chiến đấu. Sau đó, thấy thế quân địch quá mạnh không thể đương đầu, ông bèn lệnh cho quân sĩ chia tay nhau mỗi người tìm cách đột phá vòng vây. Hai bên đánh nhau trong trời tuyết lớn, quân sĩ dưới quyền ông bị chết hơn một nửa. Quân Khâu Lực Cư lúc đó cũng hết lương, phải bỏ chạy vào thành Liễu Thành.
Công Tôn Toản thoát về, được Hán Linh Đế phong làm Hàng lỗ hiệu úy, Đô đình hầu, kiêm chức Trưởng sử ở thuộc quốc Liêu Đông. Ít lâu sau Trương Thuần bị thủ hạ giết chết, mang đầu tới chỗ Lưu Ngu, vì vậy Lưu Ngu được phong làm Đại tư mã, Công Tôn Toản được phong làm Tô hầu, Phấn uy tướng quân.

### Danh tiếng
Uy danh của Công Tôn Toản từ đó nổi tiếng khắp vùng biên, hễ thấy nơi nào có quân địch phạm vào biên giới là ông giận dữ ra trận, chiến đấu rất dũng cảm, không kể ngày đêm đều giao chiến. Lâu ngày, quân các bộ tộc bên ngoài cũng nhận ra giọng nói sang sảng của ông, hễ nghe thấy ông quát là bỏ chạy, không ai dám trực diện giao chiến.
Công Tôn Toản thường cưỡi ngựa trắng, có mấy chục thủ hạ cũng cưỡi ngựa trắng theo ông, gọi là đội "bạch mã nghĩa tòng", còn Công Tôn Toản là "bạch mã Trưởng sử". Vì vậy tộc Ô Hoàn ở biên giới thường nhắc nhau tránh viên tướng cưỡi ngựa trắng và vẽ hình ông làm vật giả tưởng cho quân tập bắn.

## Mâu thuẫn với Viên Thiệu và Lưu Ngu

### Với Viên Thiệu
Năm 191, liên minh đánh Đổng Trác tan rã, chia bè đánh lẫn nhau. Viên Thiệu khi đó là Thái thú Bột Hải (thuộc Ký châu) muốn đoạt toàn bộ Ký châu của Châu mục Hàn Phức, nghe theo lời mưu sĩ Phùng Kỷ bèn viết thư mời Công Tôn Toản cùng đánh Ký châu, nhân đó sẽ dọa Hàn Phức phải cầu viện mình.
Công Tôn Toản được thư, bèn nhân danh Đổng Trác mang quân tới Ký châu đánh Hàn Phức (vì Phức đã tham gia liên minh với Viên Thiệu). Hàn Phức không chống nổi quân Công Tôn Toản, phải đóng cửa thành cố thủ. Viên Thiệu nhân đó sai cháu là Cao Cán và mưu sĩ Tuân Thần đến du thuyết Hàn Phức, khuyên nên nhường Ký châu cho Viên Thiệu, nếu không họ Viên sẽ liên minh với Công Tôn Toản lấy Ký châu.
Quả nhiên Hàn Phức sợ và đồng ý giao lại Ký châu cho Viên Thiệu. Viên Thiệu bèn lấy cả Ký châu không chia cho ông. Từ đó Công Tôn Toản mang thù với Viên Thiệu.

### Với Lưu Ngu
U châu tiếp giáp với bộ lạc Ô Hoàn, bộ lạc này thường xuyên quấy nhiễu biên giới nhà Hán nhiều năm trước. Trong khi Châu mục U châu là Lưu Ngu (hoàng thân nhà Hán) chủ trương dùng chính sách khoan hòa để vỗ về người Ô Hoàn thì Công Tôn Toản (dưới quyền Lưu Ngu) chủ trương đánh dẹp. Hai người bất đồng ý kiến, từ đó nảy sinh mâu thuẫn. Khi Lưu Ngu sai người tới Quan Tây ban thưởng cho một số bộ lạc trung thành thì ông mang quân ra chặn đường cướp hết, khiến chính sách vỗ về các bộ tộc thiểu số của Lưu Ngu không thực hiện được.
Năm 191, Đổng Trác bị các chư hầu theo Viên Thiệu đánh bại, bèn đốt bỏ kinh thành Lạc Dương, cưỡng bức vua Hán Hiến Đế cùng dân chúng chạy sang Trường An. Lúc đó con trai Lưu Ngu là Lưu Hòa đang làm Thị trung bên cạnh Hán Hiến Đế, vua Hiến Đế muốn quay trở về đông đô Lạc Dương, sai Lưu Hòa trốn khỏi Trường An, định tìm đến U châu gọi Lưu Ngu về hộ giá.
Nhưng Lưu Hòa ra khỏi Quan Trung tới Nam Dương thì bị sứ quân Viên Thuật - một chư hầu chống Đổng Trác - giữ lại để điều kiện Lưu Ngu phải điều quân giúp Viên Thuật cùng đánh Đổng Trác. Lưu Ngu bèn lệnh điều vài ngàn kị binh tới chỗ Lưu Hòa.
Công Tôn Toản biết Viên Thuật có ý đồ mượn quân U châu xây lực lượng riêng, bèn can ngăn Lưu Ngu không nên phát binh cho Viên Thuật, nhưng Lưu Ngu không nghe. Công Tôn Toản sợ Viên Thuật biết việc này sẽ oán mình nên cũng phái em họ là Công Tôn Việt mang 1000 kị binh tới chỗ Viên Thuật ở Nam Dương, đồng thời lại ngầm xui Thuật tước binh quyền của Lưu Hòa. Viên Thuật nghe theo, liền giữ bắt giữ Lưu Hòa và đoạt quân.
Lưu Hòa trốn thoát khỏi chỗ Viên Thuật, nhưng lên tới Ký châu thuộc Hà Bắc (chưa tới U châu) thì lại bị Viên Thiệu bắt giữ. Sau Lưu Hòa trở về U châu kể lại sự việc cho Lưu Ngu, vì thế mâu thuẫn giữa Lưu Ngu và Công Tôn Toản ngày càng sâu sắc.

## Trong chiến tranh quân phiệt

### Đánh Khăn Vàng
Mùa đông năm 191, cánh quân Khăn Vàng ở Thanh châu có 30 vạn người tiến vào quận Bột Hải, định liên hợp với quân của Trương Yên ở Hắc Sơn.
Công Tôn Toản mang 2 vạn quân đón đánh ở Đông Quang. Quân Khăn Vàng bị thua lớn, thiệt hại 3 vạn người, phải bỏ lại xe cộ và lương thực trốn sang sông. Công Tôn Toản nhân lúc quân Khăn Vàng sang nửa chừng bèn thúc quân truy sát, dìm chết vài vạn quân Khăn Vàng nữa. Có 7 vạn quân đầu hàng Công Tôn Toản.
Vì công đánh Khăn Vàng của ông, Đổng Trác nhân danh Hán Hiến Đế phong Công Tôn Toản làm Phấn Vũ tướng quân, tước Kế hầu, danh tiếng nổi khắp nơi.

### Xung đột với Viên Thiệu
Vì Viên Thuật về phe với Tôn Kiên và mâu thuẫn với Viên Thiệu, Viên Thuật sai Công Tôn Việt mang quân Công Tôn Toản cho mượn đi giúp Tôn Kiên đánh bộ tướng của Viên Thiệu là Chu Hân. Việt trúng tên của quân Viên Thiệu và tử trận, vì vậy Công Tôn Toản càng hận Viên Thiệu giết em mình.
Để báo thù Viên Thiệu, tháng 12 năm 191, Công Tôn Toản dâng biểu về triều đình do Đổng Trác thao túng, kể 10 tội của họ Viên, rồi khởi binh đánh luôn các quận Ký châu để mở rộng địa bàn. Nhiều nơi bỏ Viên Thiệu theo hàng ông.
Công Tôn Toản có người em là Công Tôn Phạm đang phục vụ dưới quyền Viên Thiệu. Viên Thiệu từ khi giành chức Châu mục Ký châu vẫn kiêm chức Thái thú Bột Hải do Đổng Trác phong, lúc đó để giảng hòa với Công Tôn Toản bèn trao ấn Thái thú Bột Hải cho Công Tôn Phạm, muốn nhờ Phạm đứng ra điều đình.
Nhưng Công Tôn Phạm được quận Bột Hải không đứng ra điều đình mà điều động binh mã giúp anh chống lại Viên Thiệu. Công Tôn Toản bèn tự mình bổ nhiệm cho thủ hạ làm Thứ sử 3 châu Thanh, Ký, Duyện và sai các thủ hạ khác đi làm quận thú, huyện lệnh các nơi.
Tháng giêng năm 192, Viên Thiệu tức giận bèn khởi đại quân đi đánh Công Tôn Toản. Hai bên gặp nhau ở Giới Kiều. Công Tôn Toản thống lĩnh 3 vạn quân, xếp thành hình vuông đón đánh Viên Thiệu. Viên Thiệu sai Khúc Nghĩa mang 800 kị binh đi tiên phong.
Công Tôn Toản coi thường Khúc Nghĩa ít quân bèn phái kị binh xông lại vây đánh. Khúc Nghĩa dùng trận pháp của người Khương, 800 kị binh tinh nhuệ đánh bại kị binh của Công Tôn Toản, bắt giết Nghiêm Cương - Thứ sử Ký châu do ông bổ nhiệm.
Công Tôn Toản dẫn quân bỏ chạy, sau đó thu tàn quân lại giao chiến một trận nữa vẫn bị Khúc Nghĩa đánh bại.
Công Tôn Toản phải rút lui. Sau đó ông mang quân trở lại đánh Long Tấu quấy rối nhưng cũng bị Viên Thiệu đánh lui. Ông đành rút quân về U châu.
Viên Thiệu sai Thôi Cự Nghiệp mang mấy vạn quân vây đánh thành Cố An của Công Tôn Toản nhưng không hạ được, phải lui về phía nam. Công Tôn Toản bèn mang 3 vạn quân kị truy kích đến sông Cự Mã, đại phá Thôi Cự Nghiệp, giết và đánh bị thương hơn 6.000 người. Sau đó ông thẳng tiến về nam hạ các thành trì, tới Bình Nguyên và sai Thứ sử Thanh châu Điền Khải do ông sắp xếp chiếm cứ đất Tề (Sơn Đông).
Tháng giêng năm 193, Viên Thiệu bổ nhiệm con mình là Viên Đàm làm Thứ sử Thanh châu để đối đầu với Thứ sử Thanh châu do ông bổ nhiệm là Điền Khải. Để hỗ trợ Điền Khải chống Viên Đàm, ông sai Lưu Bị và Triệu Vân mang quân giúp sức. Hai bên đánh nhau, giằng co lâu ngày không phân thắng bại, ăn cạn lương thực nên cùng phải đi cướp bóc các nơi làm đồng ruộng đồng cỏ đều bị phá.
Lý Thôi (kế tục Đổng Trác bị giết ở Trường An) nhân danh Hán Hiến Đế bèn phái Thái bộc Triệu Kỳ đến hòa giải hai người. Công Tôn Toản thấy không thể thắng Viên Thiệu bèn quyết định giảng hòa. Ông viết thư cho Viên Thiệu với lời lẽ hạ mình. Hai bên bằng lòng giảng hòa lui binh.

### Giết Lưu Ngu chiếm U châu
Từ sau việc Lưu Hòa, mâu thuẫn giữa Lưu Ngu và Công Tôn Toản ngày càng lớn. Thêm vào việc Công Tôn Toản tự mình điều quân U châu đi đánh nhau vì thù riêng với Viên Thiệu nên Lưu Ngu tìm cách khống chế ông. Công Tôn Toản không nghe lệnh, cố ý làm trái và sai quân cướp bóc của dân.
Lưu Ngu dâng biểu lên triều đình Trường An lúc này do Lý Thôi, Quách Dĩ khống chế, tố cáo Công Tôn Toản làm trái phép, cướp bóc nhân dân. Công Tôn Toản cũng làm biểu kể tội Lưu Ngu không cấp đủ lương nên mới phải đi cướp. Hai người liên tiếp gửi thư về triều kể tội nhau khiến triều đình chưa biết phân xử ra sao.
Để chống lại Lưu Ngu, Công Tôn Toản trú lại trong một thành nhỏ gần thành Kế. Lưu Ngu triệu tập ông tới gặp mặt, ông cáo bệnh không đến. Lưu Ngu sợ Công Tôn Toản làm loạn, bèn dẫn 10 vạn quân đi đánh.
Lúc đó binh mã của Công Tôn Toản thường xuyên đi chinh chiến, quen việc chiến trận và đang rải rác ngoài thành. Quân lính của Lưu Ngu ít chiến đấu, khi ra trận không tề chỉnh. Hơn nữa Lưu Ngu lại là người nhân ái, không muốn hại dân lành nên thấy nhà cửa của dân ở những nơi xung yếu bèn hạ lệnh cho quân sĩ không được đốt phá nhà dân, không được giết hại người khác, chỉ giết một mình Công Tôn Toản.
Vì lệnh này của Lưu Ngu, lực lượng của Công Tôn Toản không bị tổn hại, hơn nữa Công Tôn Toản là mãnh tướng, có quân sĩ tinh nhuệ khiến Lưu Ngu không đánh nổi. Ông thừa cơ mượn chiều gió phóng hỏa, trực tiếp xông vào trận đánh Lưu Ngu. Quân Lưu Ngu thua chạy tan tác. Lưu Ngu bỏ chạy đến Cư Dung phía bắc. Công Tôn Toản mang quân đuổi đánh, vây thành Cư Dung.
Sau 3 ngày, Công Tôn Toản hạ được thành, bắt giữ Lưu Ngu mang về đất Kế giam lỏng, nhưng ngoài mặt vẫn giả bộ để Lưu Ngu coi việc trong châu.
Vừa lúc đó triều đình Trường An sai Đoàn Huấn đến hòa giải và phong chức cho cả Lưu Ngu và Công Tôn Toản: tăng ấp cho Lưu Ngu và thăng Công Tôn Toản làm Tiền tướng quân, tước Dịch hầu. Nhân cơ hội gặp Đoàn Huấn, Công Tôn Toản bèn nói rằng Lưu Ngu đồng mưu với Viên Thiệu để xưng làm hoàng đế. Sau đó Công Tôn Toản ép Đoàn Huấn giết Lưu Ngu và tiến cử Đoàn Huấn làm Thứ sử U châu.

### Đối phó với lực lượng báo thù
Công Tôn Toản chiếm được toàn bộ U châu, dần dần sinh ra kiêu ngạo. Trong châu xảy ra hạn hán mất mùa, ông không cấp phát cho dân nghèo. Hơn nữa, Công Tôn Toản lại quay ra báo những mối thù cũ và ghen tị tài năng với người giỏi, tìm cách hãm hại họ khiến nhiều người bất mãn. Những người gần gũi với Công Tôn Toản chỉ toàn hạng tầm thường. Nhân dân trong vùng tỏ ra oán vọng.
Tòng sự của Lưu Ngu là Tiên Vu Phụ liên kết với Diêm Nhu và chiêu tập binh mã để báo thù cho Lưu Ngu. Hai người có vài vạn quân, đánh bại thủ hạ của Công Tôn Toản là Trâu Đan đang làm Thái thú Ngư Dương. Thủ lĩnh tộc Ô Hoàn cũng giúp sức cho Tiên Vu Phụ 7000 người Tiên Ty cùng đi đón con Lưu Ngu là Lưu Hòa về làm minh chủ. Viên Thiệu phái Khúc Nghĩa mang 10 vạn quân tới liên minh với Tiên Vu Phụ để chống lại Công Tôn Toản.
Năm 195, Tiên Vu Phụ tấn công Bào Khâu, giết hơn 2 vạn quân của Công Tôn Toản. Người dân các quận Quảng Dương, Đại quận, Thượng Cốc, Hữu Bắc Bình đều nổi lên giết chết quan lại do ông bổ nhiệm.

## Rút về Dịch Kinh
Trong khi đó, Viên Thiệu cũng không muốn mất Thanh châu, bèn mang toàn quân Ký châu tới đánh Điền Khải do ông bổ nhiệm. Chiến trường Thanh châu bùng phát trở lại. Hai bên xung đột lớn. Tới năm 195, khi nhiều nơi ở U châu bị các lực lượng báo thù cho Lưu Ngu chiếm giữ thì tại Thanh châu, Công Tôn Toản cũng bị thua một trận lớn ở Bão Khâu, thiệt hại hơn 2 vạn quân.
Công Tôn Toản liên tiếp bại trận, khí thế giảm sút. Lúc đó ông thấy có câu đồng dao:
Yên nam thùy, Triệu bắc tề, trung ương bất hợp đại như lệ, duy hữu thử trung khả tị thế
Nghĩa là:
Yên nam rủ xuống, Triệu bắc hợp lại. Ở giữa không hợp đá mài lớn. Chỉ ở giữa mới có thể tránh đời
Ông cho rằng câu này ứng với Dịch Kinh, bèn chuyển đến đóng trại ở đây. Để cố thủ lâu dài, ông cho quân đào 10 chiến hào quanh thành, đằng sau chất đầy gò cao 5-6 trượng, trên gò xây nhiều lâu đài. Tại trung tâm lại xây một gò lớn cao hơn 10 trượng.
Vì sợ có sự cố bất ngờ, ông ở một mình trên gò đất đó, dùng sắt làm cửa, cấm cả cả người thân cận, lệnh cho con trai từ 7 tuổi trở lên không được bước qua cửa. Một mình ông chỉ sống cùng thê thiếp. Các văn bản đưa vào đều dùng dây thừng buộc vào và kéo lên như việc vận chuyển nước.
Vì không có đàn ông trên gò, ông lệnh cho phụ nữ tập nói to, người đứng xa vài trăm bước cũng nghe rõ hiệu lệnh. Vì sự biệt lập của ông, nhiều khách khứa và tướng sĩ đều lần lượt bỏ đi. Trong khi Lưu Bị đã được Đào Khiêm nhường chức Từ châu mục khi đi cứu Từ châu năm 194 thì lúc đó Triệu Vân cũng lấy cớ về chịu tang anh để đi hẳn.
Sau khi vào Dịch Kinh, Công Tôn Toản rất ít khi đi chinh chiến vì thấy mình không đủ sức chinh phạt các chư hầu, chủ trương tích trữ thật nhiều lương thảo, ngồi yên đợi thiên hạ thay đổi.

## Chết ở Dịch Kinh
Viên Thiệu nhiều lần tấn công Công Tôn Toản không thắng được nên viết thư cho ông muốn xóa bỏ thù oán, lại giao hảo với nhau. Nhưng Công Tôn Toản cậy có Dịch Kinh kiên cố hiểm trở nên không thèm để ý tới thư của họ Viên, chỉ lệnh cho các thuộc hạ tăng cường phòng bị và tuyên bố thách Viên Thiệu có thể vây đánh trong vài năm.
Viên Thiệu tức giận bèn khởi đại binh đi đánh U châu. Công Tôn Toản sai con là Công Tôn Tục sang Thường Sơn cầu cứu tướng Khăn Vàng là Trương Yên cứu viện, còn mình định dẫn kị binh tinh nhuệ xông ra ngoài thành, dựa vào Tây Sơn để đánh Ký châu, cắt đường về của Viên Thiệu. Nhưng thủ hạ là Quan Tịnh can ông không nên bỏ Dịch Kinh, ông bèn ở lại giữ thành.
Quân Viên Thiệu từng bước áp sát, vây chặt Dịch Kinh. Nhiều tướng sĩ dưới quyền Công Tôn Toản chán nản, lo không giữ nổi, bèn bỏ chạy trốn.
Trương Yên nhận lời Công Tôn Tục, dẫn 10 vạn quân chia làm 3 đường đi cứu Công Tôn Toản. Quân cứu viện sắp đến. Công Tôn Toản bèn viết thư ra cho Công Tôn Tục, hẹn Tục hãy dẫn 5000 quân đến chỗ trũng phía bắc thành, đến giờ đốt lửa làm hiệu sẽ cùng giáp công trong ngoài.
Nhưng thư của ông gửi ra bị Viên Thiệu bắt được. Viên Thiệu tương kế tựu kế, bèn đốt lửa lừa Công Tôn Toản. Ông tưởng cứu binh tới bèn mang quân ra đánh, không ngờ rơi vào mai phục. Công Tôn Toản bại trận phải chạy về thành đóng cửa cố thủ.
Viên Thiệu bèn sai quân đào đường ngầm, dùng gỗ chống lên, dần dần đào tới gò đất chỗ Công Tôn Toản ở. Khi dựng gỗ xong, quân Viên Thiệu châm lửa đốt, phá hoại lâu đài, khiến đất sụt xuống. Lầu đổ, Viên Thiệu thừa cơ thúc quân đánh vào.
Công Tôn Toản tự biết không thể chống cự được nữa bèn dùng dây thắt cổ giết chết vợ con, các chị em rồi đốt lửa tự thiêu mà chết.
Quan Tịnh ân hận vì khuyên ông ở lại Dịch Kinh đến nỗi thiệt mạng, bèn liều mình cưỡi ngựa xông vào quân Viên Thiệu, chiến đấu tới kiệt sức mà chết. Trương Yên lui binh, còn Công Tôn Tục bỏ trốn về phía bắc, bị tộc người Đồ Các giết chết.

## Nhận định
Công Tôn Toản được đánh giá là người có tài nhưng thiếu tầm nhìn chiến lược, có tham vọng nhưng không có chí khí như quân phiệt Viên Thuật đương thời nên thất bại trong việc tranh hùng thiên hạ.
Các sử gia phân tích mấy nguyên nhân thất bại của Công Tôn Toản như sau:
1. Tàn bạo, giết hại Lưu Ngu là người được lòng dân và các bộ tộc thiểu số
2. Kiêu ngạo, kết oán với nhiều người
3. Tham vọng quá sức, tự mình phong thủ hạ đi làm Thứ sử cả Thanh châu, Ký châu và Duyện châu, địa bàn quá rộng trong khi binh lực không đủ phân tán để giữ, và do đó cùng lúc kết oán thêm với các quân phiệt Viên Thiệu và Tào Tháo.

Công Tôn Toản có tài quân sự, danh tiếng khắp nơi, nhưng về sau kiêu ngạo ngang ngược, nhớ thù quên thiện; có khả năng giao chiến nhưng lại sai lầm ngồi giữ Dịch Kinh nên phải bỏ mạng.

## Trong Tam Quốc diễn nghĩa
Trong tiểu thuyết Tam Quốc diễn nghĩa của La Quán Trung, Công Tôn Toản được nhắc tới ngay từ hồi 1, là bạn học của Lưu Bị với thầy Lư Thực. Sang hồi 5 khi các chư hầu tụ hội đánh Đổng Trác, La Quán Trung hư cấu việc Công Tôn Toản đến hội binh và 3 anh em Lưu Bị đi theo ông lập được công lớn.
Hồi 7 tập trung mô tả trận giao tranh giữa ông và Viên Thiệu, qua đó giới thiệu sự xuất hiện của Triệu Vân. Cái chết của Công Tôn Toản không được mô tả trực tiếp mà chỉ được kể qua lời một thủ hạ đi lấy tin tức về báo cáo cho Tào Tháo biết diễn biến trận Dịch Kinh.